# Jessica (instrumental)
«Jessica» es una pieza instrumental de la banda estadounidense The Allman Brothers Band. Fue publicada como la sexta canción de su cuarto álbum de estudio, Brothers and Sisters (1973). Más tarde, la canción se lanzó el 11 de enero de 1974 por Capricorn Records como el segundo y último sencillo del álbum.

## Composición y arreglos
La canción fue compuesta en un compás de 4
4 con un tempo de 208 pulsaciones por minuto y está escrita en la tonalidad de la mayor. El rango de la guitarra acústica va desde G3 a G6, mientras que el de la guitarra eléctrica va desde A3 a A6. Musicalmente, «Jessica» ha sido descrita como una canción de Southern rock y country rock. La versión original de Brothers and Sisters tiene una duración de 7:31, aunque existe una versión recortada de sencillo, que elimina parte del tema principal al final de la pieza, recortándolo exactamente a 4:00. Esta versión es la que se escucha en la mayoría de las estaciones de radio de rock clásico, y cualquier tipo de recopilación de varios artistas en la que se haya presentado «Jessica». Sin embargo, la mayoría de las compilaciones de The Allman Brothers Band usan la versión completa de 7:31.

## Recepción de la crítica
Un escritor no especificado de la revista Billboard lo calificó como uno de los “mejores cortes” del álbum, y fue mencionada como un momento destacable por Janis Schacht de Circus: "El sonido de jazz no solo es efectivo, es estéticamente hermoso. [...] Se mueve, se menea, lleva la pieza junto con un estilo increíble y se encuentra a mitad de camino con la guitarra limpia y arrolladora de Dickie Betts”. En una reseña inicial para la revista Rolling Stone, Bud Scoppa comentó: “Para mis oídos, este es el instrumental más efectivo que los Allman hayan grabado jamás: rompe la tendencia reciente de la banda hacia la falta de humor al tiempo que demuestra vívidamente que este grupo puede elaborar brillantemente un motivo sin caer ni una sola vez en patrones obvios de blues o rock & roll”.
En una reseña inicial del sencillo, Billboard elogió la “melodía pegadiza con sabor a country y con matices mexicanas que une las fronteras culturales”. Un escritor no especificado de la revista Cash Box señaló: “Un hermoso trabajo de edición hace que este gran instrumental sea un éxito seguro. [...] Esa gran guitarra solista de Dickie Betts abunda, al igual que Gregg Allman y su excelente trabajo con el teclado”. El sitio web Society of Rock llamó a la canción “estupenda” y “francamente hermosa”. Jon Bryan de Backseat Mafia escribió: “Con sus guitarras armónicas gemelas y su gloriosa melodía, es una [canción] instrumental maravillosa que merece ser disfrutada más allá de ser conocida como tema musical de un programa de entretenimiento ligero”. Un artículo de The Wall Street Journal se refirió a la canción como “una verdadera reliquia nacional”.

## Posicionamiento
| Gráficas (1973–74)                            | Pico de posición |
| --------------------------------------------- | ---------------- |
| Canadá (RPM Adult Contemporary)               | 68               |
| Canadá (RPM Top Singles)                      | 35               |
| Estados Unidos (Billboard Hot 100)            | 65               |
| Estados Unidos (Billboard Adult Contemporary) | 29               |
| Estados Unidos (Cashbox Top 100)              | 33               |
| Países Bajos (Nederlandse Top 40)             | 29               |